# ダン＝シュル＝ムーズ
ダン＝シュル＝ムーズ （Dun-sur-Meuse）は、フランス、グラン・テスト地域圏、ムーズ県のコミューン。

## 地理
ダン＝シュル＝ムーズは、ヴェルダンからスダンへ向かう道の途中にある小さな町である。
町の標高の低い部分は、ムーズ川と高地へ向かう丘とに挟まれている。丘は森林でおおわれ、ムーズ川谷を見下ろしている。
コミューンの名は、この城塞の丘からきている。Dunumとはケルト語に由来する名称で、古代の城塞を意味している。丘の頂上では城の廃墟と、14世紀に建てられた教会を見ることができる。
コミューンの北と西の境界となっているのはムーズ川である。

## 歴史
11世紀、上ロレーヌ公でアルデンヌ伯でもあるゴドフロワ3世は、丘の上に城を建設した。この城は1402年にアプルモン領主により壁で囲まれた円形の城塞として完成した。1592年、テュレンヌ大元帥の父ブイヨン公が城塞を攻略した。1642年、ルイ13世の命令で城は解体された。1648年、王妃アンヌ・ドートリッシュは町を大コンデに授けた。

## 人口統計
| 1962年 | 1968年 | 1975年 | 1982年 | 1990年 | 1999年 | 2006年 | 2014年 |
| ------ | ------ | ------ | ------ | ------ | ------ | ------ | ------ |
| 717    | 700    | 782    | 747    | 806    | 752    | 747    | 687    |

参照元:1962年から1999年までは複数コミューンに住所登録をする者の重複分を除いたもの。それ以降は当該コミューンの人口統計によるもの。1999年までEHESS/Cassini、2006年以降INSEE。

## ギャラリー

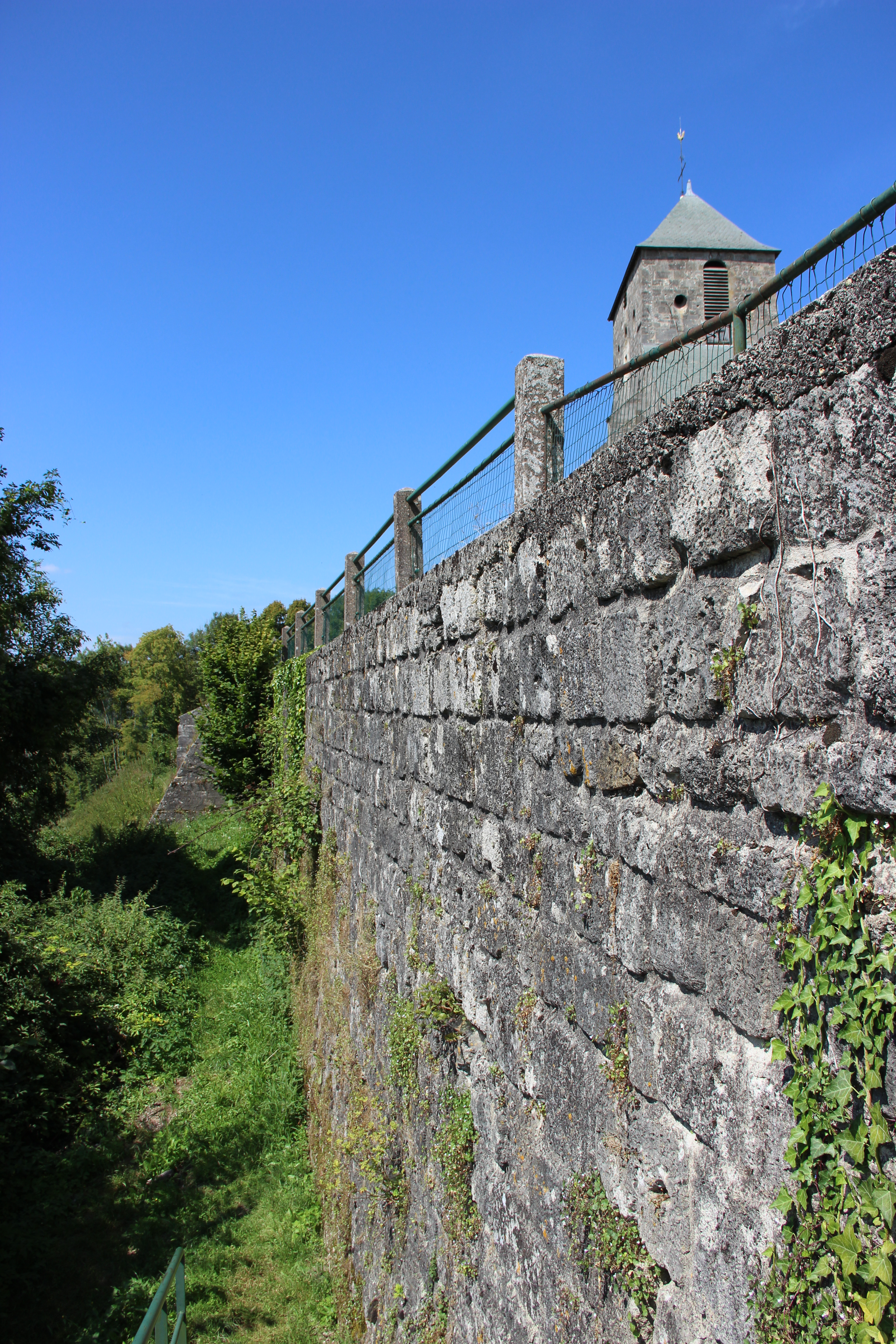
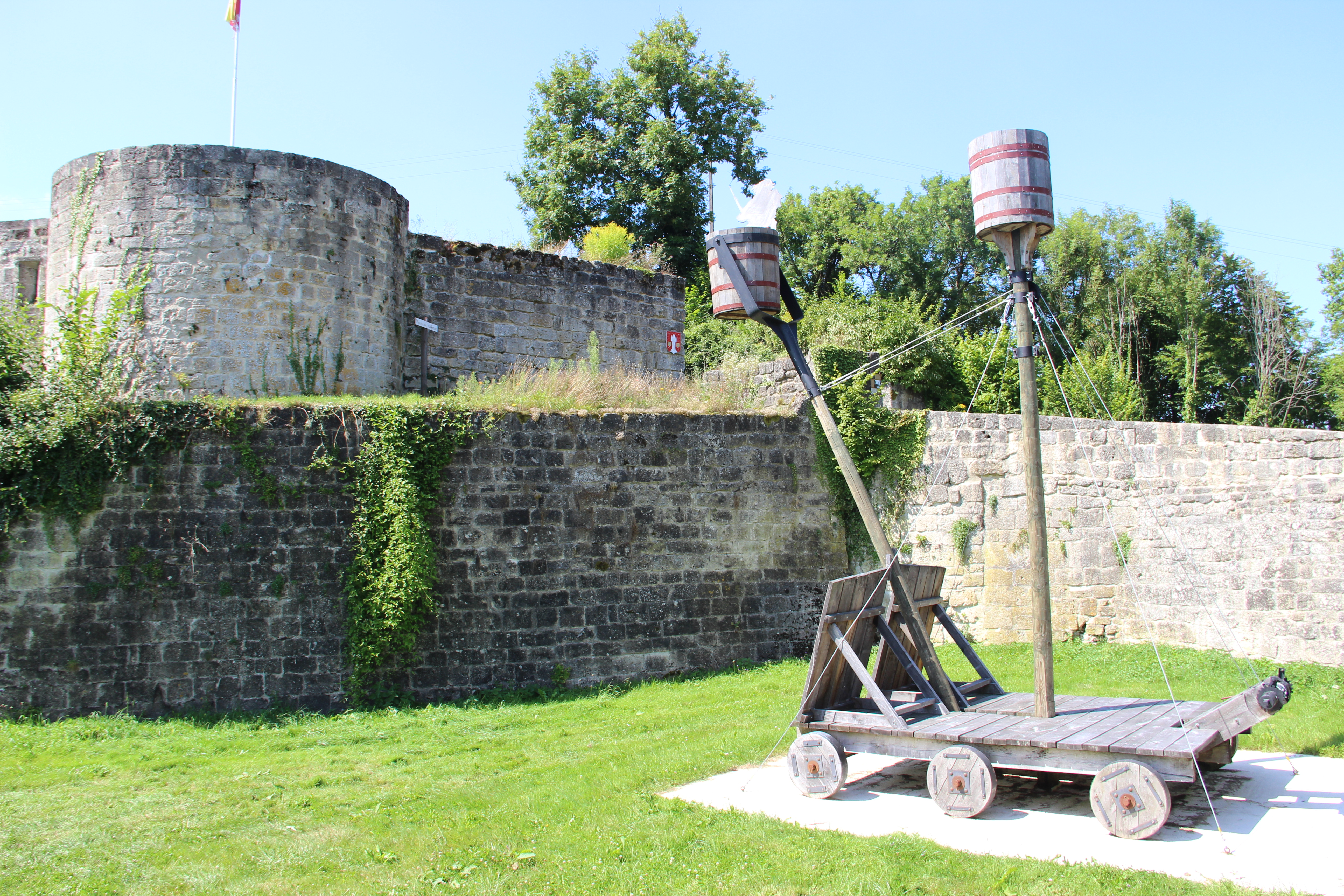
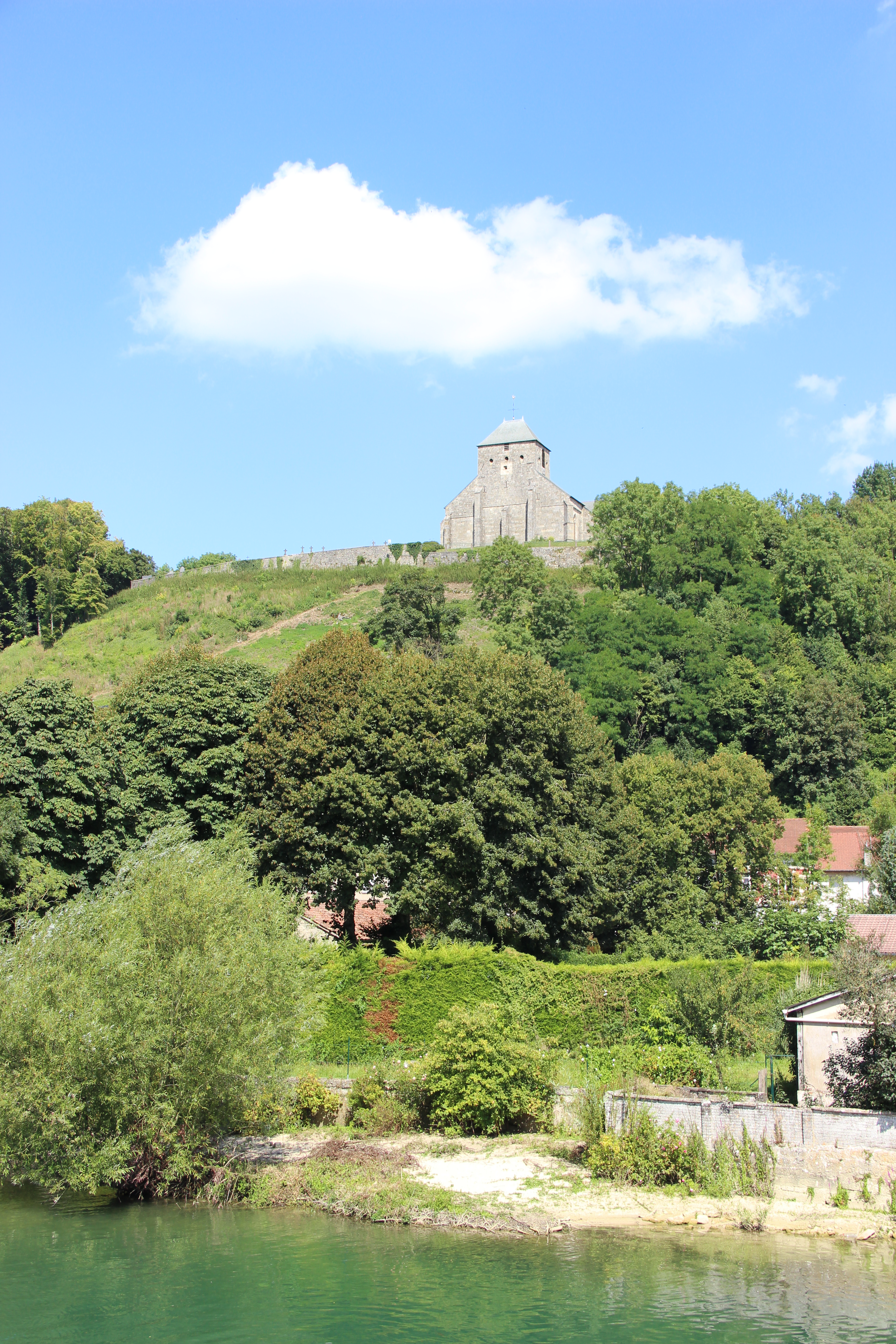
川から見上げた教会
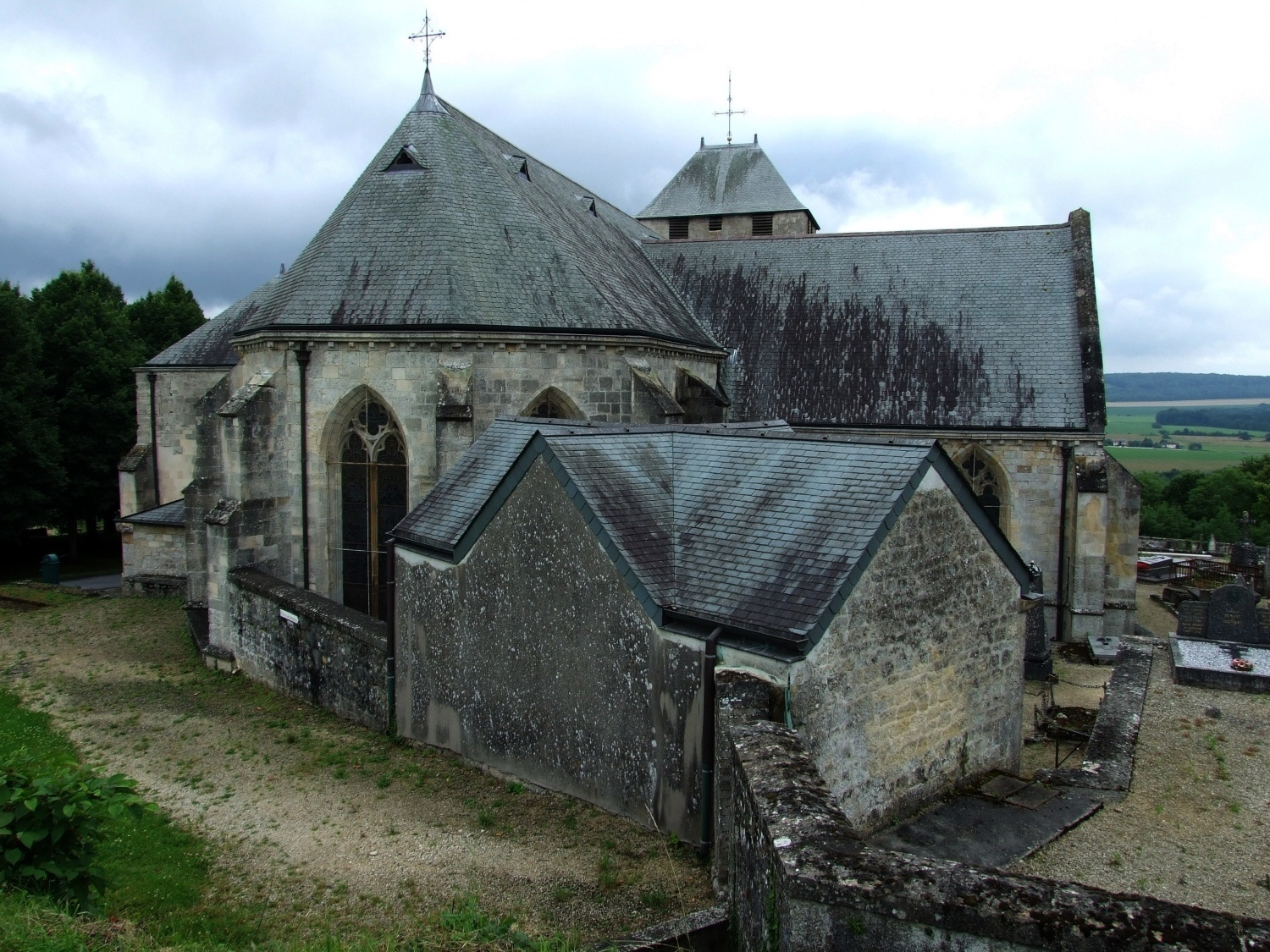
ノートル・ダム・ド・ボンヌ・ギャルド教会
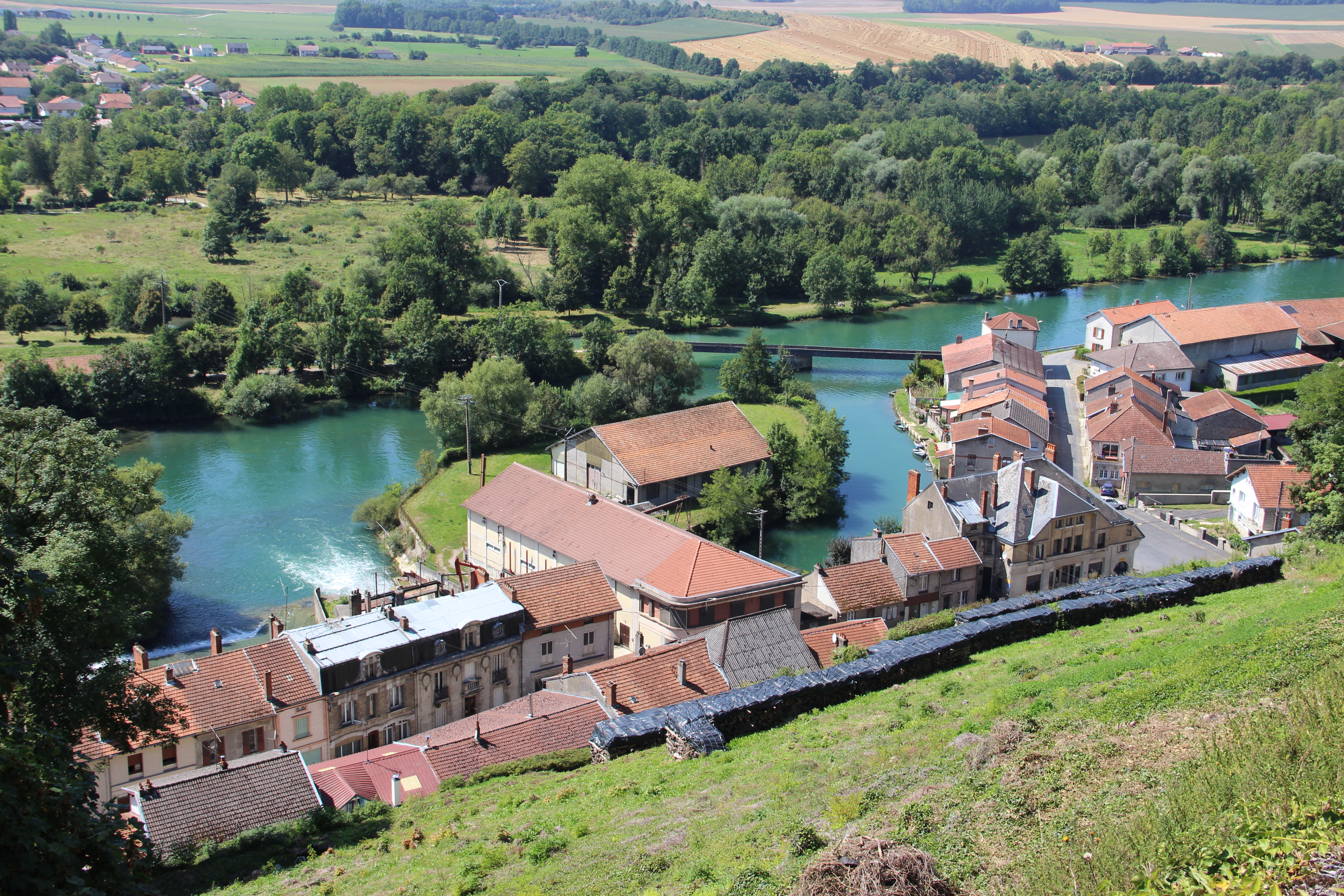
街並み
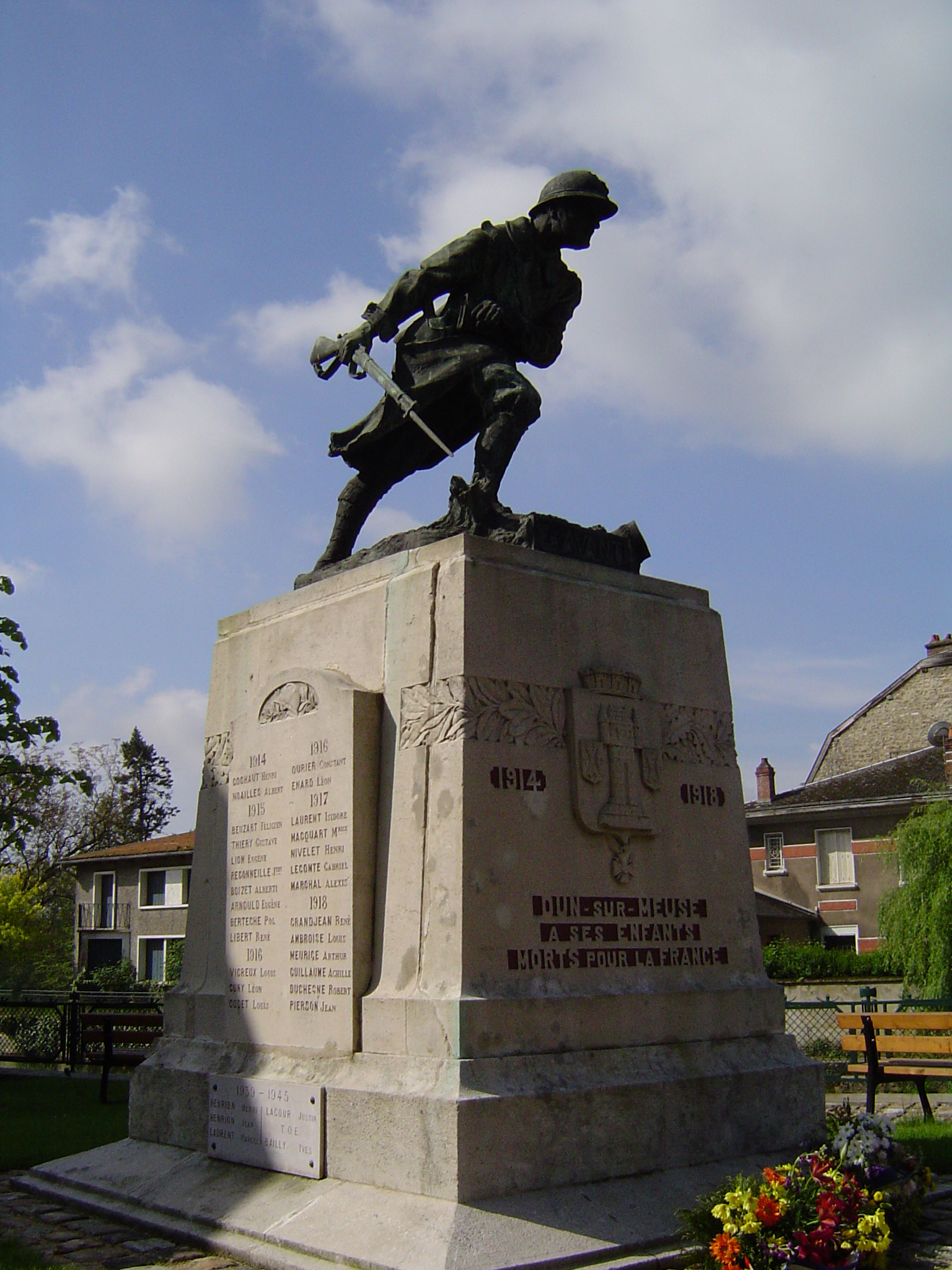
第一次世界大戦戦死者記念碑
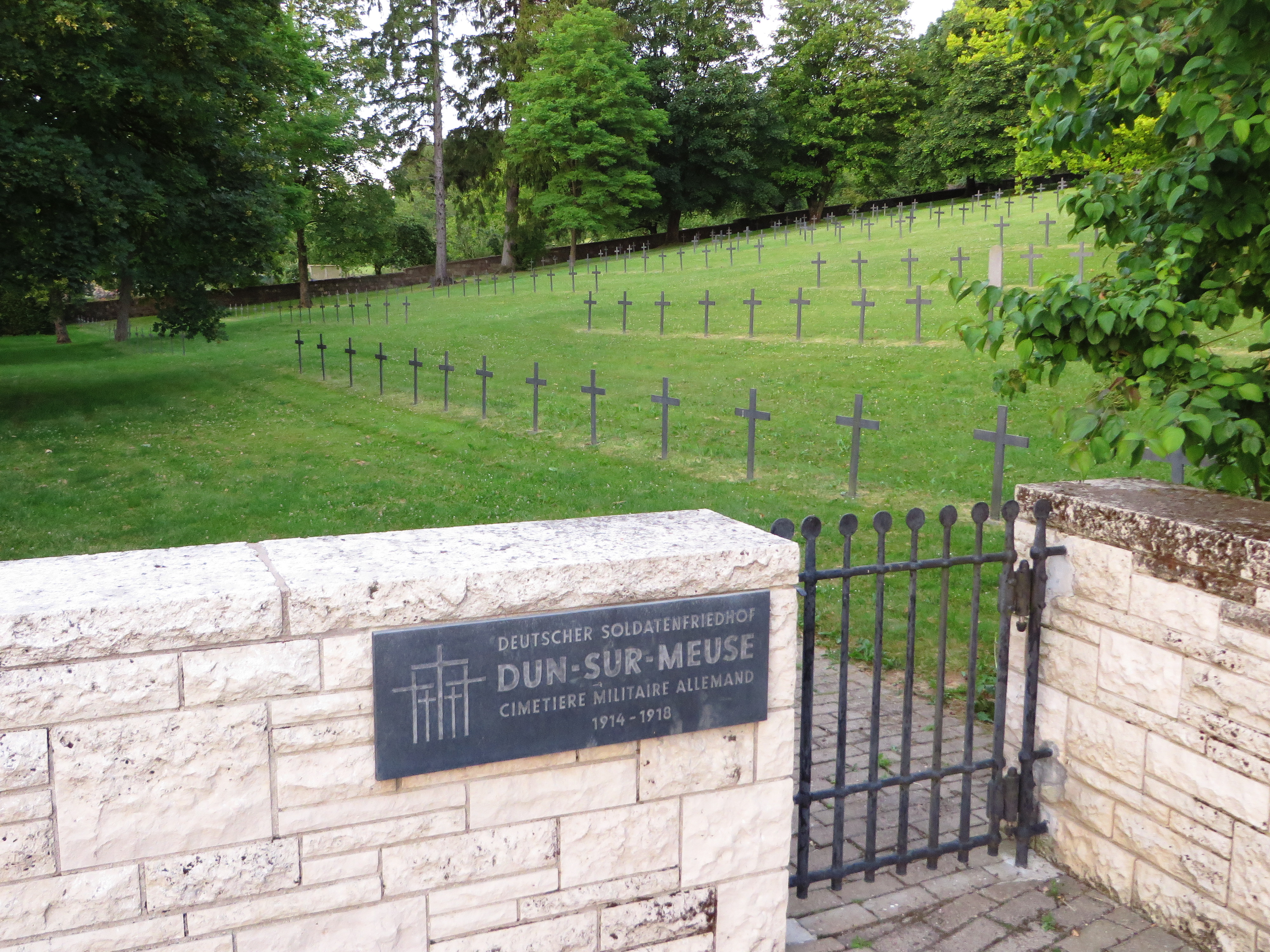
ドイツ軍人墓地